# Federico Silva (periodista)
Federico Silva (Montevideo, Uruguay, 5 de enero de 1920 – ibídem, 4 de febrero de 1986) cuyo nombre completo era René Federico Silva Iraluz, fue un periodista y letrista de tango.

## Actividad periodística
En su juventud fue cronista en el diario El País desde 1937 y redactor deportivo del vespertino  El Diario, donde utilizó el seudónimo de Esfiel. En 1938 continuó escribiendo sobre el  espectáculo en la revista Cine Radio Actualidad en la que llegó a ser secretario de redacción, primero, y miembro del directorio más tarde y entre 1955 y 1965 hizo crónicas sobre música –incluyendo tango- en el semanario Marcha, una revista que congregaba a intelectuales y políticos. También colaboró en la revista Cantando de Buenos Aires y entre 1958 y 1960 fue responsable de la edición especial que El País hacía en su Suplemento Familiar en cada aniversario de la muerte de Gardel. También ejerció el periodismo en radioemisoras, ya que dirigió el programa Motivos Populares que se difundió durante más de veinte años, por las emisoras Sport, El Espectador y Montecarlo de Montevideo; militó en El Club de la Guardia Nueva, de Montevideo, y colaboró en el órgano del mismo titulado Tangueando. Entre los libros que publicó pueden citarse Informe sobre Gardel e Informe sobre Troilo.

## Letrista
La primera letra de tango que se le conoce es la de Déjame verte, de 1943, al que siguieron Pena de luna, que musicalizó Sebastián Piana, Flor amarga, con música de José Puglia y Edgardo Pedroza, Letra de tango, Murga de pibes, que musicalizó Donato Racciatti, Sin estrellas y  Vencida. Desde fines de la década de 1950 escribió las letras de dos de sus tangos más difundidos: Hasta siempre amor, con música de Donato Racciatti y Qué falta que me hacés, musicalizado por Armando Pontier y Miguel Caló, así como El puente, con música de Armando Pontier y Vos y yo corazón musicalizado por Luis Stazo. Según García Blaya, Caló no intervino en la creación de Qué falta que me hacés   y su mención como coautor obedece solamente a motivos comerciales.
En la década de 1960 escribió con Racciatti Tal vez mañana y con Stazo Amor de verano, Desconocidos y Ya vuelvo. Con música de Pontier escribió 12 temas en 1968, que grabó para RCA Victor la orquesta de Aníbal Troilo con la voz de Roberto Goyeneche; entre ellos se encuentran Palermo en octubre, Otra vez Esthercita, Nuestro Buenos Aires y Cielo de cometas.

## Comentarios
García Blaya dice que Silva “es un fiel representante de la escuela romántica que, en gran medida, surgió en la década del cuarenta. Si bien tuvo admiración por la pluma de Homero Expósito —no precisamente un romántico puro—, en sus comienzos, su estilo tiene más que ver con José María Contursi”. y Ferrer opina que el biografiado “por edad y por sensibilidad pertenece a la Generación del Cuarenta; su extensa obra autoral nace marcada por la influencia de Homero Expósito, evolucionando posteriormente hasta la definición de un estilo propio. El dominio de su oficio, el léxico asequible, directo, el repertorio de figuras poéticas muy personales y la preferencia por los temas de contenido romántico, son características de toda su producción”. Por su parte Gobello escribió que “fue un letrista de gran oficio, dotado de buen gusto y de cierto decoro literario adquirido, seguramente, en sus tareas periodísticas. No es poca cosa pero, siendo bastante, no alcanza a ser la poesía.
Federico Silva falleció en Montevideo el 4 de febrero de 1986.